# STS-29
STS-29 (englisch Space Transportation System) ist eine Missionsbezeichnung für das US-amerikanische Space Shuttle Discovery (OV-103) der NASA. Der Start erfolgte am 13. März 1989. Es war die 28. Space-Shuttle-Mission und der achte Flug der Raumfähre Discovery.

## Mannschaft
- Michael Coats (2. Raumflug), Kommandant
- John Blaha (1. Raumflug), Pilot
- James Bagian (1. Raumflug), Missionsspezialist
- James Buchli (3. Raumflug), Missionsspezialist
- Robert Springer (1. Raumflug), Missionsspezialist

## Missionsüberblick
Der ursprünglich genannte Starttermin vom 18. Februar musste zugunsten von Reparaturen (u. a. Flüssigsauerstoffpumpen der Haupttriebwerke) fallen gelassen werden. Am Starttag selbst waren Höhenwinde und Bodennebel für eine Verzögerung von 110 Minuten verantwortlich.
Neben der Durchführung einer Vielzahl von Experimenten hatte die Mission den Kommunikationssatelliten TDRS-4 auszusetzen. Außerdem machten die Astronauten Aufnahmen mit einer handgeführten IMAX-Kamera.
Die Landung erfolgte am 18. März in Edwards AFB, Kalifornien. Discovery wurde sechs Tage später mittels eines Spezialflugzeuges nach Cape Canaveral, Florida zurücktransportiert.